# Остенде (футбольный клуб)
«Осте́нде» (нидерл. K.V. Oostende; нидерландское произношение: [ˈkaː ˈveː ˌoːs.ˈtɛn.də]) — бельгийский профессиональный футбольный клуб, базирующийся в одноимённом городе, провинция Западная Фландрия. Домашние игры проводит на стадионе «Альбертпарк», вмещающем 8 000 зрителей.

## История
«Королевский футбольный клуб Остенде» был основан в 1981 году путём слияния двух других клубов Остенде, находившихся на грани ликвидации («Koninklijk Van Neste Genootschap Oostende» и «Atletische Sportvereniging Oostende»).
Клуб начал выступать в третьей футбольной лиге Бельгии. Под руководством тренера Неделько Булатовича «Остенде» в сезонах 1982/83 и 1983/84 занимал соответственно 2-е и 3-е места. В следующем сезоне клуб не смог добиться повышения в классе только из-за проигрыша в последнем туре. На протяжении следующих сезонов «Остенде» ещё несколько раз финишировал в первой тройке третьего дивизиона, пока в сезоне 1990/91 не выиграл турнир, завоевав право  во второй лиге.
По итогам сезона 1992/93 «Остенде» вышел в высший дивизион Бельгии и с ходу занял в турнире 7-е место, до 30-го тура претендовав на попадание в кубок УЕФА. Однако в следующем сезоне команда финишировала на 17-м, предпоследнем месте и выбыла в низший дивизион.
В сезонах 1998/99 и 2004/05 «Остенде» также играл в высшем футбольном дивизионе страны, но оба раза не смог закрепиться в лиге. С 2007 года бельгийская команда находится в партнёрских отношениях с шотландским «Селтиком»
.
В сезоне 2012/13 клуб выиграл турнир второго дивизиона и в следующем сезоне вновь сыграет в лиге Жюпиле. В высшем дивизионе Бельгии клуб провел следующие десять лет до вылета обратно в конце сезона 2022/23. 
14 мая 2024 года клуб был распущен из за нехватки денег 

## Статистика выступлений в высшем дивизионе
| Сезон   | И  | В  | Н  | П  | М     | ±   | Очки | Место    |
| ------- | -- | -- | -- | -- | ----- | --- | ---- | -------- |
| 1993/94 | 34 | 10 | 16 | 8  | 45—41 | +4  | 36   | 7 из 18  |
| 1994/95 | 34 | 5  | 9  | 20 | 34—81 | -47 | 19   | 17 из 18 |
| 1998/99 | 34 | 4  | 10 | 20 | 27—79 | -52 | 22   | 18 из 18 |
| 2004/05 | 34 | 6  | 9  | 19 | 31—62 | -31 | 27   | 17 из 18 |

## Достижения
- Победитель Второго дивизиона (2): 1997/98, 2012/13
- Победитель плей-офф Второго дивизиона (2): 1992/93, 2003/04